# Società Navigazione Alta Velocità
Pour les articles homonymes, voir SNAV.

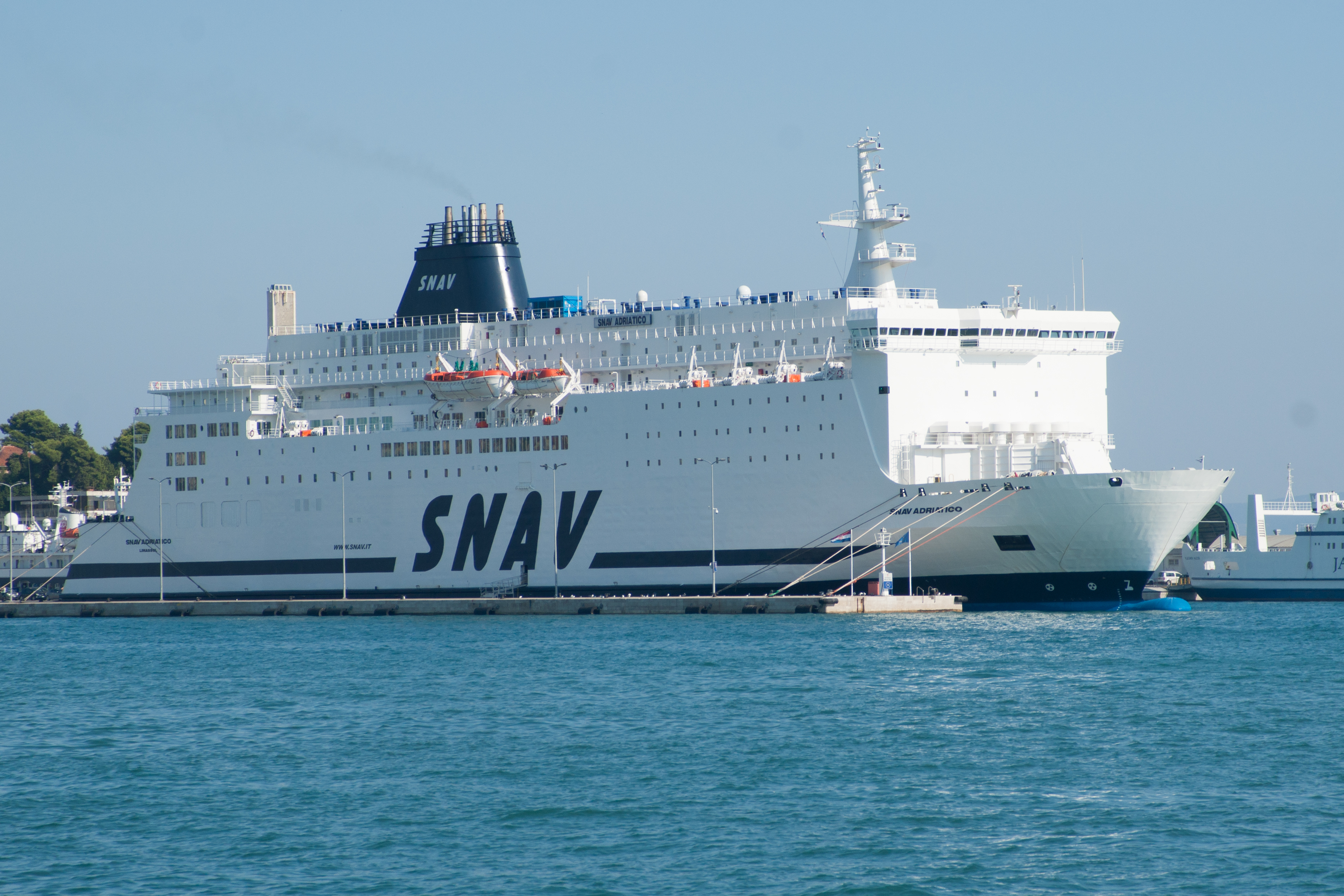
Le SNAV Adriatico dans le port de Split en Croatie en 2013.

La Società Navigazione Alta Velocità ou SNAV est une compagnie italienne de navigation, fondée en 1958, ayant son siège à Naples. Elle opère entre le continent et les îles italiennes (Sicile et Sardaigne), mais aussi depuis la Croatie.

## Flotte actuelle
SNAV exploite 14 ferries catamarans à grande vitesse et 5 hydroglisseurs. 

### ex-ferries transférés chezGNV, orienté grandes lignes
- MS SNAV Adriatico
- MS SNAV Lazio
- MS SNAV Sardegna
- MS SNAV Toscana

### Catamarans
- HSC Croazia Jet
- HSC SNAV Alcione
- HSC SNAV Aldebaran
- HSC SNAV Altair
- HSC SNAV Andromeda
- HSC SNAV Antares
- HSC SNAV Aquarius
- HSC SNAV Aquila
- HSC SNAV Aries
- HSC SNAV Orion

### Hydroglisseurs
- HF Superjumbo